# Europaschutzgebiet Fohramoos

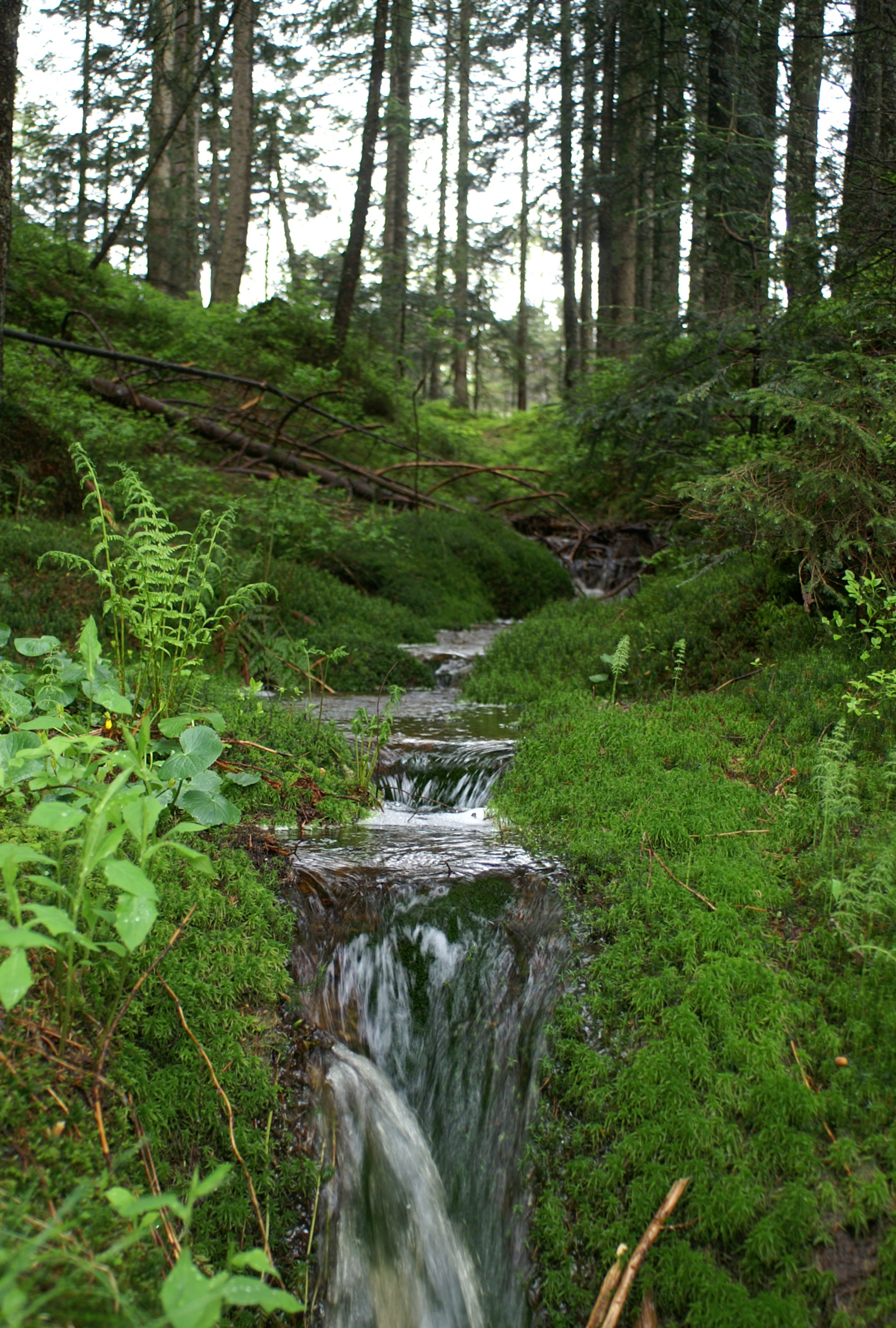
Fohramoos im Frühjahr 2006

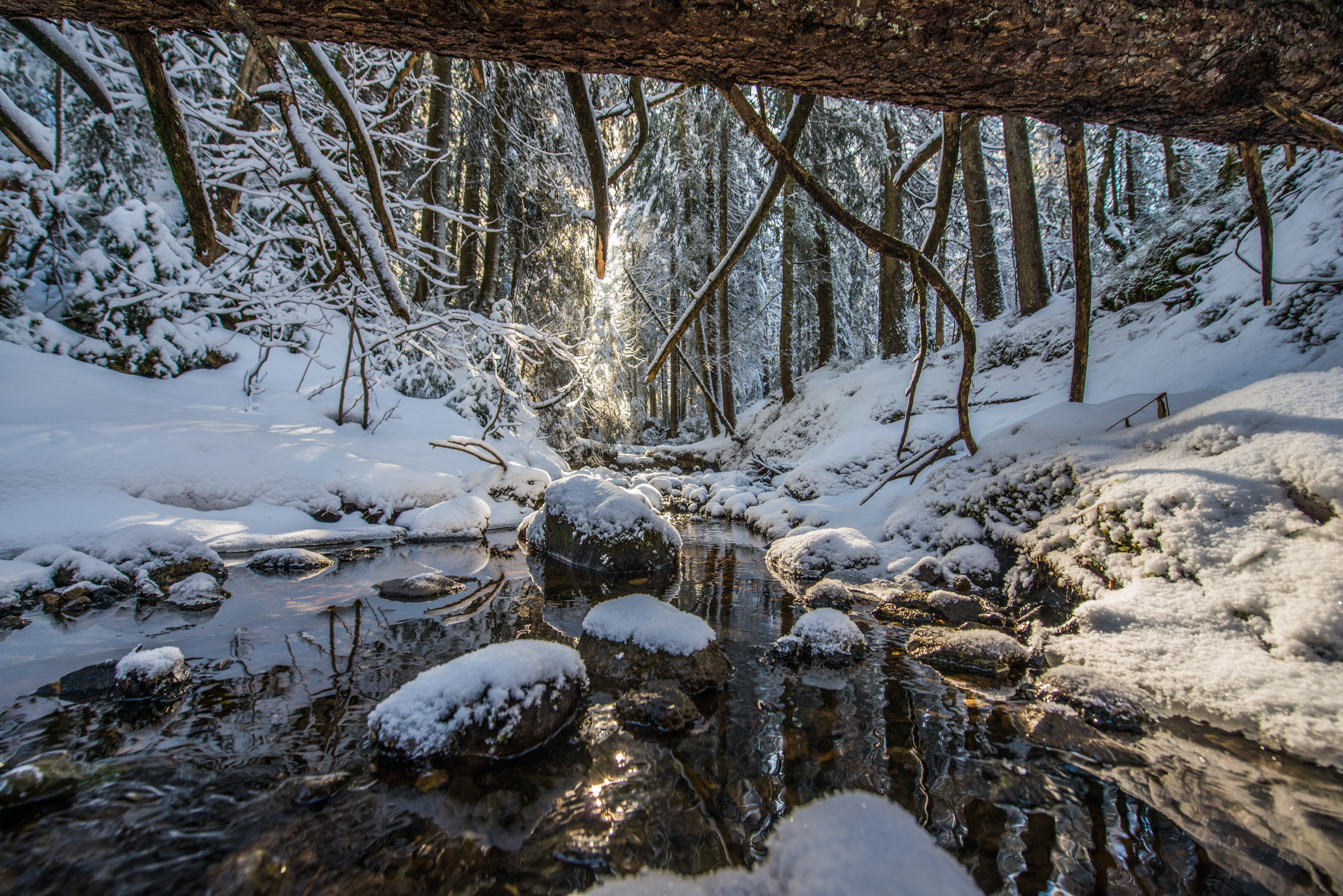
Fohramoos im Winter 2017

Das Europaschutzgebiet Fohramoos (Natura-2000-Gebiete) liegt unterhalb des Losenpasses (Bödele) in den Gemeinden Dornbirn und Schwarzenberg, in Vorarlberg, Österreich. Es umfasst Wald, einzelne Bäume und kleine Baumgruppen sowie ein ausgedehntes  Hochmoor.
Zweck des Europaschutzgebietes Fohramoos ist der Schutz hier lebender gefährdeter wildlebender heimischer Pflanzen- und Tierarten und ihrer natürlichen Lebensräume sowie der Erhalt des Jahrhunderte alten Kulturlandes.

## Rechtliche Grundlage
Das Europaschutzgebiet Fohramoos wurde gemäß Vorarlberger Naturschutzverordnung als solches mit einem einfachen Landesgesetz ausgewiesen. Grundlage für die Unterschutzstellung ist die Flora-Fauna-Habitat-Richtlinie 92/43/EWG (FFH-Richtlinie) der Europäischen Union. Bereits seit 1974 hat das Fohramoos den Schutzstatus als Landschaftsschutzgebiet.

## Topografie
Das Europaschutzgebiet Fohramoos liegt westlich unterhalb des Losenpasses (Bödele) auf dem Gemeindegebiet von Dornbirn und Schwarzenberg. Das gesamte Gebiet hat nur wenig Gefälle und liegt in einer Höhe von etwa 1135 m ü. A. bis 1170 m ü. A. mit einer Fläche von etwa 55 Hektar.

## Schutzzweck und -umfang
Im Sinne der Flora-Fauna-Habitat-Richtlinie (Anhänge I und II der FFH-Richtlinie) sind für dieses Schutzgebiet folgende Besonderheiten maßgebend und geschützt:
- Prioritärer Lebensraum
  - Moorwälder,
  - lebende Hochmoore,
  - Artenreiche montane Borstgrasrasen (submontan auf dem europäischen Festland) auf Silikatböden.
- Weiters
  - montane bis alpine bodensaure Fichtenwälder (Vaccinio-Piceetea),
  - renaturierungsfähige degradierte Hochmoore,
  - Übergangs- und Schwingrasenmoore,
  - Torfmoor-Schlenken (Rhynchosporion)
  - kalkreiche Niedermoore,
  - Pfeifengraswiesen auf kalkreichem Boden, torfigen und tonig-schluffigen Böden (Molinion caeruleae)
  - feuchte Hochstaudenfluren der montanen bis alpinen Stufe.[4]

## Flora und Fauna
Es finden sich hier z. B. verkrüppelte Moor-Birken niederwüchsige Bergkiefern und Krüppelkiefern (Latschen), teilweise auch Rotfichten. Die Moorwälder und Baumgruppen bedecken etwa 40 % der Fläche des Europaschutzgebiets Fohramoos. Diese wachsen in Verbindung mit Moorgewächsen, Moortümpeln und Zwergsträuchern und angepassten Pflanzen (z. B. Rundblättriger Sonnentau, Rosmarinheide, Fieberklee) und Tiere (z. B. Hochmoor-Perlmuttfalter, Hochmoorgelbling, Mooreidechse) etc. Die Torfschicht ist bis zu vier Meter dick. Neben den bereits erwähnten Arten kommen auch die stark gefährdete Blasensimse, die Weiß-Tanne, verschiedene Seggen, Schwalbenwurz-Enzian, Sumpf-Läusekraut, Weiße Schnabelbinse, Ohr-Weide, Alpen-Haarbinse, Arnika, Scheiden-Wollgras, Grünliche Waldhyazinthe, Mehl-Primel und Trollblume vor.

## Gewässer
Das größte ruhende Gewässer im Europaschutzgebiet ist der nordöstlich gelegene, künstlich aufgestaute Bödelesee, der vom Losenbach und Winsauerbach gespeist wird (Gemeindegebiet Schwarzenberg). Der Bödelesee wird entwässert über den Winsauerbach, der später zum Stauderbach wird. Die südöstlichste und höchstgelegene Quelle des Stiglbachs (Gemeindegebiet Dornbirn) entspringt nahe unterhalb der Parzelle Fohramoos, auf etwa 1180 Höhenmetern. Dieser Bach bildet auch die westliche Grenze des Europaschutzgebietes. Der in der Nähe des Lank entspringende Rothenbach fließt quer durch das Fohramoos und be- bzw. entwässert dieses.

## Touristische Nutzung
Das Fohramoss wird von mehreren ausgeschilderten Wanderwegen nur tangiert bzw. wenig zerschnitten. Ein Rundweg dauert ca. eine Stunde.
Im Winter wird ein sehr kleiner Teil an der Oberlose für den Skibetrieb genutzt. Quer durch das Fohramoos wird eine Loipenspur gezogen. Es wird auch Schneeschuhwandern angeboten, bei welchem das Fohramoos durchquert wird.